# Melvil Poupaud
Melvil Poupaud (Parigi, 26 gennaio 1973) è un attore, regista e sceneggiatore francese.

## Biografia
Chiamato Melvil dalla madre sceneggiatrice in onore di Herman Melville, già all'età di 10 anni fu lanciato in una carriera di attore, recitando in La villa dei pirati (1983) di Raúl Ruiz, da cui verrà diretto numerose volte nel corso della sua carriera. Nel 1990 ottiene la sua prima candidatura al premio César per la sua interpretazione in La Fille de 15 ans di Jacques Doillon.
Appare in altri nove film di Ruiz, tra cui L'Éveillé du pont de l'Alma (1985), L'isola del tesoro (1985), Genealogia di un crimine (1997), Il tempo ritrovato (1999) e Combat d'amour en songe (2000). Recita in Il tempo che resta di François Ozon e, con Parker Posey, in Broken English di Zoe Cassavetes. Appare anche in film come Un ragazzo, tre ragazze di Eric Rohmer, Racconto di Natale di Arnaud Desplechin, e Il rifugio di François Ozon. Recita con Suzanne Clément in Laurence di Xavier Dolan.
Poupaud passa dietro la macchina da presa nel 1984 e dirige otto cortometraggi nell'arco di un decennio. Scrive il suo primo libro nel 2011: "Quelle est Mon noM", pubblicato da Stock Editions. Poupaud recita con il giovane prodigio del cinema del Quebec Xavier Dolan in Laurence nel 2012, dove ha offerto la sua migliore interpretazione al fianco dell'attrice Suzanne Clément. Il lungometraggio viene presentato al Festival di Cannes a maggio, nella categoria Un Certain Regard. Poupaud vince il premio per la migliore performance al Lisbon & Estoril Film Festival nel novembre 2012 e la Tokyo Cinematheque gli dedica una retrospettiva della sua carriera.
Poupaud appare nell'ultimo film di Charles de Meaux, The Lady in the Portrait. Diventa capitano di una nave tra Marsiglia e Danzica in Fidelio l'odyssée d'Alice, primo lungometraggio di Lucie Borleteau, con Ariane Labed e Anders Danielsen. Nel 2016, l'Entrevues de Belfort International Film Festival gli dedica una retrospettiva come attore e regista e l'anno successivo riceve una candidatura al Premio César al miglior attore non protagonista per Tutti gli uomini di Victoria. Nel 2022 affianca Marion Cotillard nel film Fratello e sorella e nel 2024 riceve una candidatura al Premio César al miglior attore per Il coraggio di Blanche.

### Musicista
Poupaud crea la band fusion Mud con suo fratello Yarol Poupaud, chitarrista della band francese Fédération française de fonck o FFF, e il produttore Hopi Lebel, bassista. Sono stati pubblicati due album: Mud (1995) e Mud Pack (1997). Ha pubblicato l'album solista Un simple appareil nel 2002. Un nuovo gruppo è nato nel 2011, Black kitty. È soprattutto un'azienda familiare, organizzata attorno ai tre fratelli: Yarol il vecchio, Melvil e César Poupaud. I musicisti hanno pubblicato il loro nuovo EP nel marzo 2012. Nell'estate 2018, Melvil si esibisce sul palco con Benjamin Biolay in uno spettacolo intitolato Songbook che mescola musica, teatro e cinema, composto da cover di grandi canzoni francesi (Charles Aznavour, Juliette Gréco, Nino Ferrer...). L'album, composto da 18 brani, esce a novembre e vengono annunciate quaranta date di concerti per l'inverno 2019 tra cui un passaggio all'Olympia.

## Vita privata
Poupaud ha frequentato l'attrice Chiara Mastroianni, conosciuta al Lycée Fénelon, per quattro anni: dai 16 ai 20 anni. Anche se si separarono, rimasero amici e collaboratori per decenni, con la Mastroianni che sosteneva Poupaud, incoraggiandolo a perseguire la carriera di attore. Poupaud si è sposato con la scrittrice Georgina Tacou, figlia di Constantin Tacou e figlioccia di Eric Rohmer, con la quale ha avuto una figlia.

## Filmografia

### Cinema
- La ville des pirates, regia di Raúl Ruiz (1983)
- L'éveillé du Pont de l'Alma, regia di Raúl Ruiz (1985)
- L'isola del tesoro (Treasure Island), regia di Raúl Ruiz (1985)
- La fille de 15 ans, regia di Jacques Doillon (1989)
- L'amante (L'Amant), regia di Jean-Jacques Annaud (1991)
- Le persone normali non hanno niente di eccezionale (Les Gens normaux n'ont rien d'exceptionnel), regia di Laurence Ferreira Barbosa (1992)
- Archipel, regia di Pierre Granier-Deferre (1993)
- A la belle étoile, regia di Antoine Desrosières (1993)
- Boulevard Mac Donald, regia di Melvil Poupaud (1994, cortometraggio)
- Élisa, regia di Jean Becker (1994)
- Fado majeur et mineur, regia di Raúl Ruiz (1994)
- Hillbilly Chainsaw Massacre, regia di Laurent Tuel (1995)
- Le journal du séducteur, regia di Danièle Dubroux (1995)
- Intrigo perverso (Innocent Lies), regia di Patrick Dewolf (1995)
- Le plus bel âge, regia di Didier Haudepin (1995)
- Tre vite e una sola morte (Trois vies et une seule mort), regia di Raúl Ruiz (1995)
- Un ragazzo, tre ragazze (Conte d'été), regia di Éric Rohmer (1995)
- Genealogia di un crimine (Généalogies d'un crime), regia di Raúl Ruiz (1995)
- Le ciel est à nous, regia di Graham Guit (1997)
- Souvenir, regia di Michael Shamberg (1998)
- Les kidnappeurs, regia di Graham Guit (1998)
- Le temps retrouvé, regia di Raúl Ruiz (1998)
- La racine du coeur (A Raiz do Coração), regia di Paulo Rocha (2000)
- Combat d'amour en songe, regia di Raúl Ruiz (2000)
- La chambre obscure, regia di Marie-Christine Questerbert (2000)
- Regine per un giorno (Reines d'un jour), regia di Marion Vernoux (2001)
- Shimkent hôtel, regia di Charles de Meaux (2002)
- Le Divorce - Americane a Parigi (Le Divorce), regia di James Ivory (2002)
- Eros thérapie, regia di Danièle Dubroux (2002)
- I sentimenti (Les Sentiments), regia di Noémie Lvovsky (2003)
- Pronobis, regia di Melvil Poupaud (2003)
- Il tempo che resta (Le temps qui reste), regia di François Ozon (2005)
- Melvil, regia di Melvil Poupaud (2006)
- Broken English, regia di Zoe Cassavetes (2007)
- Un homme perdu, regia di Danielle Arbid (2007)
- The Broken, regia di Sean Ellis (2008)
- Speed Racer, regia di Andy e Larry Wachowski (2008)
- Racconto di Natale (Un conte de Noël), regia di Arnaud Desplechin (2008)
- 44 Inch Chest, regia di Malcolm Venville (2009)
- Il rifugio (Le Refuge), regia di François Ozon (2009)
- Lucky Luke, regia di James Huth (2009)
- Laurence Anyways e il desiderio di una donna... (Laurence Anyways), regia di Xavier Dolan (2012)
- Fidelio, l'odyssée d'Alice, regia di Lucie Borleteau (2014)
- By the Sea, regia di Angelina Jolie (2015)
- Tutti gli uomini di Victoria (Victoria), regia di Justine Triet (2016)
- Grazie a Dio (Grâce à Dieu), regia di François Ozon (2019)
- L'ufficiale e la spia (J'accuse), regia di Roman Polański (2019)
- Estate '85 (Été 85), regia di François Ozon (2020)
- I giovani amanti (Les jeunes amants), regia di Carine Tardieu (2021)
- Un bel mattino (Un beau matin), regia di Mia Hansen-Løve (2022)
- Fratello e sorella (Frère et Sœur), regia di Arnaud Desplechin (2022)
- Jeanne du Barry - La favorita del re (Jeanne du Barry), regia di Maïwenn (2023)
- Il coraggio di Blanche (L'Amour et les Forêts), regia di Valérie Donzelli (2023)
- Un colpo di fortuna - Coup de chance (Coup de Chance), regia di Woody Allen (2023)
- Marcello mio, regia di Christophe Honoré (2024)

### Televisione
- La vie de Marianne, regia di Benoît Jacquot (1994) - Miniserie televisiva

## Discografia
- 1995 – Mud
- 1997 – Mud Pack
- 2002 – Un simple appareil
- 2012 – EP, Black minou

## Doppiatori italiani
Nelle versioni in italiano delle opere in cui ha recitato, Melvil Poupaud è stato doppiato da:
- Emiliano Coltorti in Grazie a Dio, L'ufficiale e la spia, Estate '85, Un bel mattino, Un colpo di fortuna - Coup de chance, Marcello mio
- Riccardo Niseem Onorato in Le Divorce - Americane a Parigi, I sentimenti
- Roberto Certomà in Racconto di Natale
- Alessandro Messina in Il rifugio
- Luca Ward in Lucky Luke
- Luca Ghignone in Laurence Anyways e il desiderio di una donna...
- Gianfranco Miranda in By the Sea
- Giorgio Borghetti in Tutti gli uomini di Victoria
- Ruggero Andreozzi in I giovani amanti
- Simone D'Andrea in Fratello e sorella
- Stefano Benassi in Jeanne du Barry - La favorita del re
- Edoardo Stoppacciaro in Il coraggio di Blanche